# ریدبهلم
ریدبهلم (به سوئدی: Rydboholm) یک منطقهٔ مسکونی در سوئد است که در بخش بوروس واقع شده‌است. ریدبهلم ۱٫۲۶ کیلومتر مربع مساحت و ۱٬۰۲۳ نفر جمعیت دارد.